# 気道確保

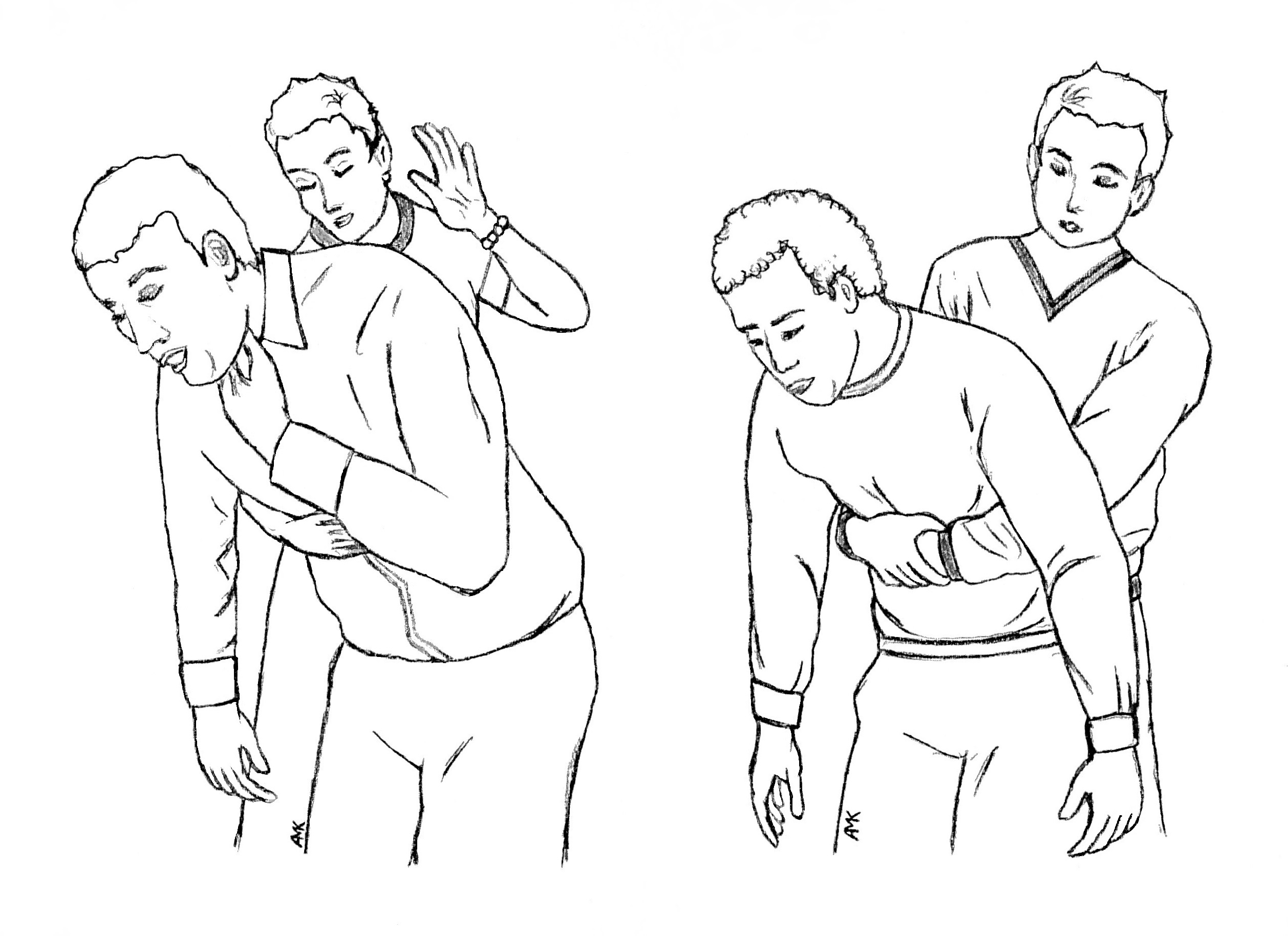
異物を吐き出させる方法：背部叩打法（左）、ハイムリック法（右）

気道確保（きどうかくほ、英: Airway management）は、呼吸に必要な酸素の通り道である気道の物理的な閉塞を予防、解除することにより窒息を予防し呼吸管理を行うための処置である。心肺蘇生においては、まず第一に行われる処置。
意識レベルの低下した人では筋肉が弛緩し、舌根が後方(背側)に落ち込むために上気道を閉塞する。これを「舌根沈下」と呼ぶ。また、意識が正常であっても声帯の固定、気管内の腫瘍による閉塞、気管周囲の腫脹による圧迫あるいは気管支喘息などさまざまな要因で気道が閉塞してしまうことに対し、呼吸のための換気路の確保を要することがある。
原因の如何に関わらず気道閉塞は一刻も早く取り除かなければならない。

## 方法
一般に以下の方法がある。

右のように「頭部後屈」を行うことにより、気道が確保される

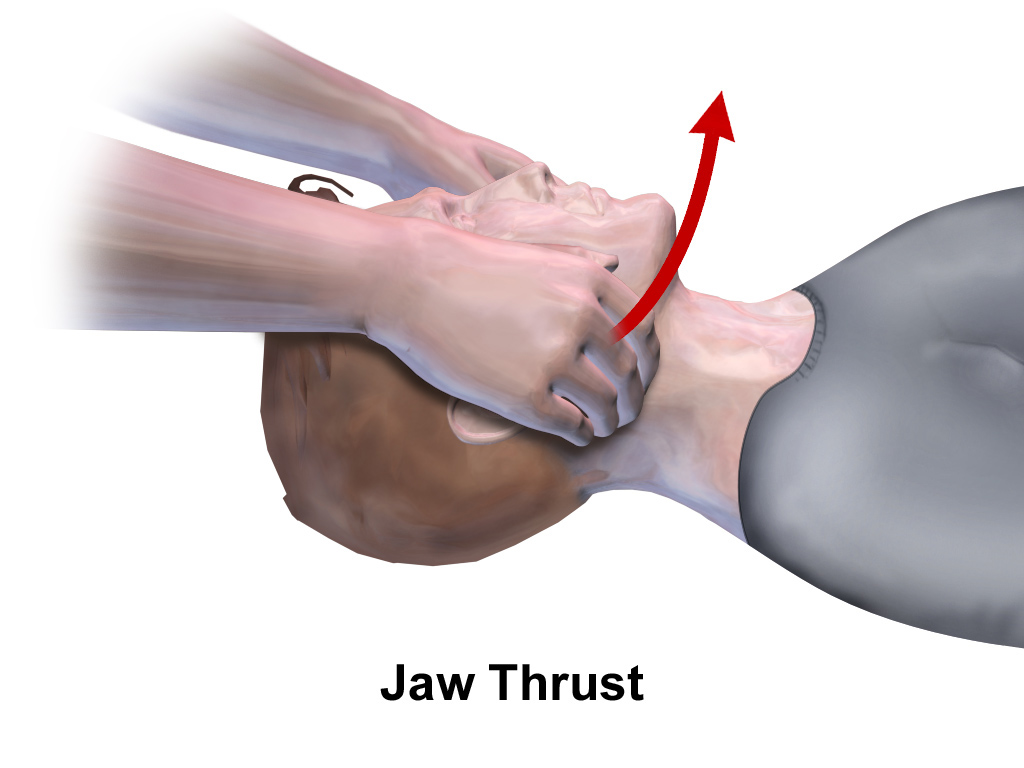
下顎挙上（Jaw-thrust maneuver）下顎を持ち上げることで気道確保する。頚椎損傷時に有効

- 頭部後屈（Head tilt/Chin lift）

「頭部後屈」とは次の「下顎挙上法」と合わせて、「頭部後屈顎先挙上法」とも言われる。後頭部を後屈させ、外傷等で頚椎損傷が疑われる際には行われない。
- 下顎挙上（Jaw thrust）

下顎を持ち上げることで、舌も前方に移動するため舌根沈下による気道閉塞を解除できるもので、最も基本的な気道確保法である。またこのとき体位を側臥位（回復体位）とすると吐物を口腔内からスムーズに排除し誤嚥を予防できるうえ重力による舌根沈下を防ぐことができる。
- エアウェイ（Oropharyngeal airway:OPA／Nasopharyngeal airway:NPA）
  - 口咽頭エアウェイはフックのような形をしたプラスチック製の器具で口腔内に挿入し舌根を持ち上げる。
  - 経鼻エアウェイは細長いラッパの形をしたシリコン製の器具で鼻孔より挿入し、舌根を持ち上げる。
- ラリンジアルマスク（Laryngeal mask airway：LMA）

先端を喉頭蓋に吸着し気道確保する方法。食道からの逆流誤嚥をある程度防止することが出来る。
- コンビチューブ（Combitube）

食道内に挿入し、食道内と咽頭の2ヶ所でバルーンを拡張することで食道を閉塞し気道を確保する手段。
- 気管挿管（Intubation）

気管内チューブと呼ばれるプラスチック製のチューブを気管に挿入し直接気管内へ換気路を確保。
- 気管切開（Tracheotomy）

頚部を切開し直接気管に孔を開け交通できるようにする方法。人体を傷つけることになってしまうが閉塞部が声門より口側にある場合、気管内挿管が困難な場合、長期にわたり人工呼吸を必要とする場合に有効である。